# Båven (Floda socken, Södermanland)
Båven är en sjö i Katrineholms kommun i Södermanland och ingår i Nyköpingsåns huvudavrinningsområde.